# Богораз, Лариса Иосифовна
Лари́са Ио́сифовна Богора́з (по паспорту — Богораз-Брухман; 8 августа 1929, Харьков — 6 апреля 2004, Москва) — советский и российский лингвист еврейского происхождения, правозащитница, публицист. В 1989—1996 годах — председатель Московской Хельсинкской группы.

## Биография
Отец — Иосиф Аронович Богораз (1896—1985), экономист и литератор, сотрудник Госплана и Института красной профессуры Украинской ССР, заведующий кафедрой на экономическом факультете Харьковского университета, в 1936—1941 годах отбывал заключение в Воркутлаге. Мать — Мария Самуиловна Брухман (1901—1950), во время Гражданской войны служила в политотделе армии. Двоюродные братья отца — народоволец, этнограф и лингвист В. Г. Богораз и хирург Н. А. Богораз. Родители развелись в 1930-х годах и отец вторично женился на поэтессе Алле Зиминой (Ольга Григорьевна Олсуфьева, 1904—1986).
В 1950 году Лариса окончила филологический факультет Харьковского университета.
До 1961 года работала преподавателем русского языка в школах Калужской области, а затем Москвы. В 1961—1964 годах училась в аспирантуре сектора математической и структурной лингвистики Института русского языка АН СССР. В 1964—1965 годах преподавала общую лингвистику на филологическом факультете Новосибирского университета. В 1965 году защитила кандидатскую диссертацию.
Оказала огромное влияние на развитие событий после ареста Синявского и Даниэля. Своё первое письмо Генеральному Прокурору СССР завершила требованием «соблюдения норм человечности и законности». В феврале 1966 года совместно с Марией Розановой вела стенограмму судебного заседания по этому делу. Впоследствии эти записи легли в основу «Белой книги по делу А. Синявского и Ю. Даниэля».
В 1968 году вместе с Павлом Литвиновым подготовила первое письмо, адресованное «мировой общественности», — по поводу «процесса четырёх» (Ю. Галанскова, А. Гинзбурга, А. Добровольского, В. Лашковой).

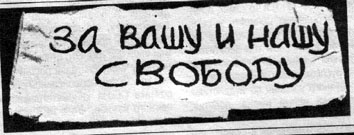
фотография одного из плакатов демонстрантов

Богораз приняла участие в знаменитой демонстрации протеста 25 августа 1968 года против ввода советских войск в Чехословакию, состоявшейся на Красной площади. За это она получила 4 года ссылки в Иркутской области (1968—1971).
В семидесятых изготавливала куклы для спектакля «Макбет» Тюменского театра кукол
С 1976 по 1984 годы — член редакции неподцензурного исторического сборника «Память».
Умерла в 2004 году. Урна с прахом захоронена на Николо-Архангельском кладбище.

## Семья
- Первый муж (примерно до 1971) — Юлий Маркович Даниэль (1925—1988).
  - Сын — Александр Даниэль (1951).
- Второй муж (около 1971—1986) — Анатолий Тихонович Марченко (1938—1986).
  - Сын — Павел Анатольевич Марченко.
    - Внуки — Яков, Иосиф[12].

## Книги
- Цветы на перелоге (повесть для детей, с Б. Харчуком и Я. Гарбузенко). — М.: Молодая гвардия, 1960.
- Сны памяти. — Харьков: Права людини, 2009.

### Выступления и статьи
- Речи и статьи Л. Богораз
- Защитная речь Л. Богораз на «процессе семерых», 1968 год
- Последнее слово Ларисы Богораз (11 октября 1968)
- Чувствую ли я себя частью еврейского народа? Автобиографичная статья Ларисы Богораз, 1972 г.

### Информация в бюллетене «Хроника текущих событий»
- Информация о демонстрации
- Информация о суде над демонстрантами

### ДокументыКГБ СССР
- О демонстрации на Красной площади 25 августа 1968: Записка КГБ
- Письмо Андропова в ЦК про демонстрацию

### Другие ссылки
- Кацва Л. А. История России: Советский период. (1917—1991).
- Сева Новгородцев. 23 августа 2003: К 35-летию советского вторжения в Чехословакию
- Obituary: Larisa Iosifovna Bogoraz
- Caucasian Knot / Persons. [http://eng.kavkaz.memo.ru/printperson/engperson/id/656175.html (недоступная+ссылка) Bogoraz, Larissa Iosifovna] (недоступная ссылка)
- Ким Ю. «Я сам себе Ильич».